# Death Proof
Death Proof (Brasil: À Prova de Morte ) é um filme de ação e suspense produzido nos Estados Unidos, dirigido por Quentin Tarantino e lançado em 2007.

## Lançamento
"Death Proof" foi lançado nos Estados Unidos e no Canadá ao lado de "Planet Terror") como parte de um duplo filme sob o título "Grindhouse". Ambos os filmes foram lançados separadamente em versões estendidas internacionalmente, com aproximadamente dois meses de intervalo. O material adicional inclui cenas que foram substituídas na versão americana de lançamento teatral com um cartão de título "Reel Reel", como a cena lap dance. Um total de 27 minutos foram adicionados para esta versão. Uma das primeiras exibições de  Death Proof  foi feita no Edinburgh International Film Festival em 20 de agosto de 2007, com a estrela Zoë Bell participando das exibições.